# ماركوس تيرينتيوس فارو لوكولوس
كان ماركوس تيرينتيوس فارو لوكولوس الأخ الأصغر للوتشيوس ليكينيوس لوكولوس وقنصل روماني في روما القديمة.